# پیونیان اسپرینگز (ویرجینیا)
پیونیان اسپرینگز (به انگلیسی: Paeonian Springs) یک منطقهٔ مسکونی در ایالات متحده آمریکا است که در شهرستان لادن، ویرجینیا واقع شده‌است. پیونیان اسپرینگز ۱۷۰٫۹۹ متر بالاتر از سطح دریا واقع شده‌است.